# Julija Volodimirivna Timosenko
Julija Volodimirivna Timosenko (ukránul: Юлія Володимирівна Тимошенко; Dnyipropetrovszk, 1960. november 27. –) ukrán politikus, közgazdász, üzletasszony, 2005. január 24-e és szeptember 8-a, valamint 2007. december 18-a és 2010. március 4-e között Ukrajna miniszterelnöke. A narancsos forradalom egyik kulcsfigurája volt: ő vezette a Julija Timosenko Blokkot (BJUT). Indult a 2010-es ukrán elnökválasztáson, melynek második fordulójába Viktor Fedorovics Janukovics mellett ő jutott be, ám Janukovics végül kb. 3%-kal győzött.

## Életrajza
19 éves korában férjhez ment Olekszandr Timosenkóhoz, a szovjet kommunista párt (SZKP) egy középvezetőjének fiához, majd a Komszomolban töltött be tisztségeket. 1984-ben végzett a Dnyipropetrovszki Állami Egyetemen közgazdászként, később pedig kandidátusi fokozatot szerzett. A peresztrojka által megteremtett környezetben hamar komoly üzleti sikereket ért el, azon belül is főleg az energiaiparban. 1990–1998 között több nagy vállalat vezetője volt. 1995-től két éven át a legnagyobb ukrán földgázimportőr céget vezette, ekkor kapta a „gázhercegnő” becenevet. Meggazdagodásában jelentős szerepet játszott a Pavlo Lazarenko exkormányfőhöz fűződő viszonya. Férjével, Olekszandr Timosenkóval együtt ők szerezték meg az ukrán energia- és nyersanyag-gazdálkodás kulcspozícióit.
A politikában 1996-ban jelent meg, képviselői mandátumot szerezve az ukrán törvényhozásban. A Kirovohradi területen rekordnak számító 92,3%-os támogatottságot ért el. Politikai életútja ezután számos színes fordulatban bontakozott ki miniszterelnökségéig. 1999-től 2001-ig Viktor Juscsenko miniszterelnök-helyettese volt. 2001-ben Leonyid Kucsma elnök, vámokirat hamisítással és földgázcsempészéssel vádolva, lemondatta posztjáról, sőt börtönbe is záratta. Innen néhány hét múlva szabadult; a vádak végül nem bizonyosodtak be.
2005 júliusában a Forbes magazin a világ harmadik legbefolyásosabb nőjének szavazta meg; csak Condoleezza Rice és Wu Yi kerültek elé.
2011. augusztus 5-én letartóztatták azzal a váddal, hogy 2009-ben a kormány jóváhagyása nélkül engedélyezte az orosz gáz magasabb áron történő vásárlásáról szóló szerződések aláírását, amelyek így rendkívüli előnytelenek voltak Kijev számára. Október 11-én hét év börtönre ítélték. Az EU szerint az eljárás mögött politikai megfontolások álltak.
2014. február 22-én szabadon engedték, és pár óra után már Kijevben, a Majdanon tartott beszédet. Március 8-án Berlinben megkezdték akut porckorongproblémái orvoslását, melyek mozgásszervi panaszokat okoztak, emiatt csak kerekesszékkel és bottal volt képes közlekedni. 2014. április 14-én a Legfelsőbb Bíróság bűncselekmény hiányában megszüntette az ellene folytatott eljárást.  Elindult a 2014. május 26-án tartott elnökválasztáson is, de kikapott Petro Porosenko üzletembertől, akire a legtöbb szavazat érkezett.
2020. augusztus 23-án koronavírus-fertőzéssel diagnosztizálták. Kórházba szállították. Állapotát súlyosnak, de nem életveszélyesnek minősítették. A láza nem csökkent 39°C alá. Később gépi lélegeztetést alkalmaztak. Timosenko családtagjai között is találtak fertőzötteket: lánya, Jevhenyija, valamint annak férjének a tesztje is pozitív lett.